# 八木沢里志
八木沢 里志（やぎさわ さとし、1977年 - ）は、日本の小説家。代表作は『森崎書店の日々』シリーズ。

## 経歴
千葉県生まれ。日本大学芸術学部を卒業する。2008年、『森崎書店の日々』で東京都千代田区が主催する第3回ちよだ文学賞を受賞し、デビュー。2010年、同作が菊池亜希子主演で映画化される。神田伯剌西爾によく訪れ、コーヒーを嗜む。趣味はギター。

## 作品リスト
- 森崎書店の日々（小学館文庫）
  1. 森崎書店の日々（2010年）
  2. 続・森崎書店の日々（2011年）
- 純喫茶トルンカ（徳間文庫）
  1. 純喫茶トルンカ（2013年）
  2. しあわせの香り：純喫茶トルンカ（2015年）
- きみと暮らせば（徳間文庫、2015年）